# Saint-Fargeau
Saint-Fargeau je naselje in občina v osrednjem francoskem departmaju Yonne regije Bourgogne. Leta 2012 je naselje imelo 1.742 prebivalcev.

## Geografija
Kraj leži v pokrajini Burgundiji 43 km jugozahodno od središča departmaja Auxerra.

## Administracija
Saint-Fargeau je sedež istoimenskega kantona, v katerega so poleg njegove vključene še občine Lavau, Mézilles, Ronchères in Saint-Martin-des-Champs.
Kanton Saint-Fargeau je sestavni del okrožja Auxerre.

## Zgodovina
Prva omemba naselbine Sanctus Ferreolum sega v čas 4. stoletja, same najdbe v bližini cerkve izhajajo iz galo-rimskega obdobja.
Na prelomu tisočletja sta imela škof Auxerra Heribert in njegov polbrat Hugo Capet na ozemlju Saint-Fargeauja postavljeno utrjeno lovsko hišo, ki je prerasla v grad Château de Saint-Fargeau. Grad je po smrti Heriberta prešel v last gospodov Toucy in Puisaye, kasneje k Barskemu gospostvu. V zgodnjih letih kraljevanja Ludvika XIV. je v njem prebivala v izgnanstvu francoska princesa in vojvodinja Montpensiera Ana Marija Luiza de Montpensier.

## Pobratena mesta
- Hermeskeil (Porenje - Pfalška, Nemčija);